# Алгодонс (Њу Мексико)
Алгодонс (енгл. Algodones) насељено је место без административног статуса у америчкој савезној држави Њу Мексико.

## Демографија
По попису из 2010. године број становника је 814, што је 126 (18,3%) становника више него 2000. године.
| Група             | 2000.       | 2010.       |
| Белци             | 162 (23,5%) | 189 (23,2%) |
| Афроамериканци    | 4 (0,6%)    | 3 (0,4%)    |
| Азијати           | 1 (0,1%)    | 7 (0,9%)    |
| Хиспаноамериканци | 505 (73,4%) | 512 (62,9%) |
| Укупно            | 688         | 814         |